# Glad (duca)
Glad (in bulgaro Глад?; in ungherese Galád; in romeno Glad, in serbo Глад?) (fl. IX-X secolo) fu, secondo le Gesta Hungarorum, il sovrano del Banato (una regione geografica compresa nelle moderne Romania e Serbia) al tempo della conquista ungherese del bacino dei Carpazi, avvenuta tra la fine del IX e l'inizio del X secolo.
L'opera, scritta da un autore anonimo oggi ritenuto presumibilmente un notaio al servizio di Béla III attivo nella seconda metà del XII secolo o all'inizio del XIII secolo, è la più antica cronaca ungherese esistente. Malgrado tale lavoro, ultimato dopo il 1150, non indichi i nemici dei conquistatori ungari segnalati da annali e cronache più vicine agli eventi, esso si riferisce a governanti locali, incluso Glad, non menzionati in altre fonti primarie. Di conseguenza, gli storici discutono sulla storicità o meno di Glad, magari perché frutto della fantasia dell'anonimo autore della cronaca basso-medievale. Nella storiografia rumena, Glad viene ricordato come uno dei tre duchi rumeni dell'inizio del X secolo al potere nelle terre nella regione intra-carpatica dell'attuale Romania.
Secondo le Gesta, Glad proveniva da Vidin, nel Primo Impero bulgaro: egli occupò il Banato con l'assistenza dei «Cumani» prima dell'arrivo dei magiari. L'anonimo riporta che cumani, bulgari e valacchi (o romeni), presero le parti di Glad contro gli invasori, ma questi ultimi annientarono il loro esercito congiunto in una battaglia accaduta vicino al fiume Timiș. La Gesta presentano altresì Ahtum (o Ajtony), che governò il Banato all'inizio dell'XI secolo, secondo la versione estesa della Legenda maior S. Gerardi, come discendente di Glad.

## Contesto storico
La più antica testimonianza fornita da testi scritti e relativa ai Magiari (o Ungari) riguarda un patto di alleanza stretto con i Bulgari per combattere un gruppo di prigionieri Bizantini che stavano pianificando di attraversare il Basso Danubio nel tentativo di tornare in patria intorno all'837. Gli Ungari vissero a lungo nelle steppe situate a nord e a nord-ovest del mar Nero, le quali appartenevano al khaganato cazaro. Un gruppo di tribù ribelli noto come Cabari insorse contro l'autorità centrale e, nel timore di subire ripercussioni, questi decisero di unirsi ai Magiari. Quest'evento storico è riferito dall'imperatore bizantino Costantino VII Porfirogenito. Gli Annales Bertiniani affermano che gli Ungari scagliarono la loro primo spedizione militare contro l'impero carolingio nell'861.
I Magiari invasero il Primo Impero bulgaro al fianco dell'Impero bizantino nell'894; per rappresaglia, i Bulgari decisero di allearsi con i peceneghi. Questi invasero congiuntamente le terre ungare, costringendo gli abitanti a lasciare le steppe pontiche e ad attraversare i Carpazi alla ricerca di una nuova patria. Nel bacino carpatico, i Magiari «vagarono nelle terre selvagge dei Pannonici e degli Avari» prima di attaccare, secondo il contemporaneo resoconto di Reginone di Prüm, «le terre della Carinzia, della Moravia e dei Bulgari».
La conquista magiara del bacino dei Carpazi è l'evento storico attorno a cui ruotano i contenuti delle Gesta Hungarorum, ovvero la più antica cronaca ungherese di cui si ha conoscenza. La maggior parte degli studiosi concorda sul fatto che un notaio di Béla III d'Ungheria, al potere tra il 1173 e il 1196, scrisse l'opera dopo la dipartita del re. Secondo una ricostruzione alternativa, l'anonimo autore prestò i propri servigi a Béla II prima di iniziare a completare la sua opera intorno al 1150. Ad ogni modo, l'anonimo non riporta informazioni su Svatopluk I di Moravia, su Braslav di Croazia e sugli altri oppositori degli invasori magiari menzionati in opere redatte nei secoli precedenti. Inoltre, non si fa riferimento alle lotte combattute contro i Moravi, i Franchi e i Bavaresi descritte negli annali e nelle cronache più vicino agli eventi. Al contrario, l'anonimo testimonia di autorità locali e governanti (tra cui Gelou, il duca valacco della Transilvania, Menumorut, il signore delle regioni tra i fiumi Mureș, Someș e Tibisco, e Salanus, il governatore bulgaro delle terre tra il Danubio e il Tibisco) mai citati da altri scritti di epoca alto-medievale.

### Il Banato alla vigilia della conquista ungherese
Le staffe, i morsi e le punte di frecce rinvenute nelle tombe in cui vennero inumati i defunti a Sânpetru German lasciano intuire come gli Avari si stabilirono lungo il fiume Mureș nel Banato subito dopo la loro conquista del bacino dei Carpazi, avvenuta alla fine degli anni 560. Tuttavia, la maggior parte dei ritrovamenti archeologici nelle terre a sud del Mureș attribuiti alla popolazione nomade sopraccitata risale al cosiddetto periodo "tardo avaro". In quel frangente, le fonti scritte testimoniano altresì la presenza dei Gepidi, insediatisi in loco sin dalla caduta dell'impero romano d'Occidente nella vasta regione del fiume Timiș. Nello specifico, lo storico bizantino Teofilatto Simocatta riporta di «tre insediamenti gepidi» devastati da un'armata romea nel 599 o nel 600. Stando all'archeologo Florin Curta, la ricca sepoltura piena di armi scoperta a Pančevo, al pari del tesoro aureo di Sânnicolau Mare, evidenza l'esistenza di un importante centro di potere nel Banato in epoca tardo-avara. Tuttavia, non si conoscono luoghi di sepoltura risalenti all'VIII secolo.
I Franchi lanciarono una serie di spedizioni contro il khaganato avaro negli anni 790, causandone il declino e la seguente scomparsa. Krum di Bulgaria, al potere tra l'802 circa e l'814, tentò presto di approfittare della caduta dell'entità politica appena citata, ma nessun resoconto contemporaneo parla di una sua conquista nel bacino carpatico. Secondo gli Annales Regni Francorum, gli Obodriti che vivevano in «Dacia sul Danubio come vicini dei Bulgari» inviarono ambasciatori all'imperatore Ludovico il Pio nell'824, lamentandosi «delle feroci aggressioni dei Bulgari» e cercando l'assistenza della corona teutonica contro di loro. Gli obodriti abitavano le terre lungo il Timiș o il Tibisco. Come testimonia un'iscrizione commemorativa di Provadia, un comandante militare bulgaro, tale Onegavonais, annegò nel Tibisco, circostanza che suggerisce i tentativi operati da Omurtag di Bulgaria di espandere il suo dominio nella regione negli anni 820. I Bulgari invasero la Grande Moravia nell'863 e 883, controllando dunque, per lo storico István Bóna, almeno i valichi attraverso i fiumi Mureș e Tibisco.
Bóna segnala che il Geografo bavarese è l'ultima fonte che contiene informazioni contemporanee delle regioni orientali della pianura pannonica nel IX secolo. Secondo questa fonte, che è in realtà un elenco delle tribù che abitavano le terre ad est dell'impero carolingio intorno all'840, i merehani (forse un gruppo etnico che viveva nei confini della Grande Moravia), che abitavano in 30 diverse civitates, o centri fortificati, vivevano lungo le parti più meridionali delle frontiere orientali. Inoltre, la loro terra confinava anche con il territorio del Primo Impero bulgaro. Una teoria alternativa della posizione della Moravia, basata principalmente sul geografo bavarese e sul resoconto fornito dall'imperatore Costantino Porfirogenito sulla «non battezzata Grande Moravia», vuole che il Banato rappresentava il centro di questo governo altomedievale, poi annientato dai conquistatori magiari. L'archeologo Silviu Oța identifica i merehani con gli Obodriti, aggiungendo che si trattava ovviamente una tribù slava. La denominazione del Karaš e di altri corsi d'acqua implica che una popolazione che si esprimeva in una lingua turca (avara, bulgara o pecenega) abitava anche il Banato nell'Alto Medioevo, ma quei fiumi potrebbero aver ricevuto i loro nomi solo nell'XI o nel XII secolo.
Lo storico Vlad Georgescu sottolinea come la ricerca archeologica ha dimostrato l'esistenza di circa sessanta insediamenti nel ducato di Glad. Altri storici, inclusi Sălăgean e Pop, affermano che le fortezze in legno o in pietra rinvenute a Bulci, Cenad, Ilidia, Orșova, Pescari e Vladimirescu erano forti di Glad. Florin Curta afferma che la datazione cronologica di questi siti rimane incerta.

## Biografia

### Glad e il suo ducato

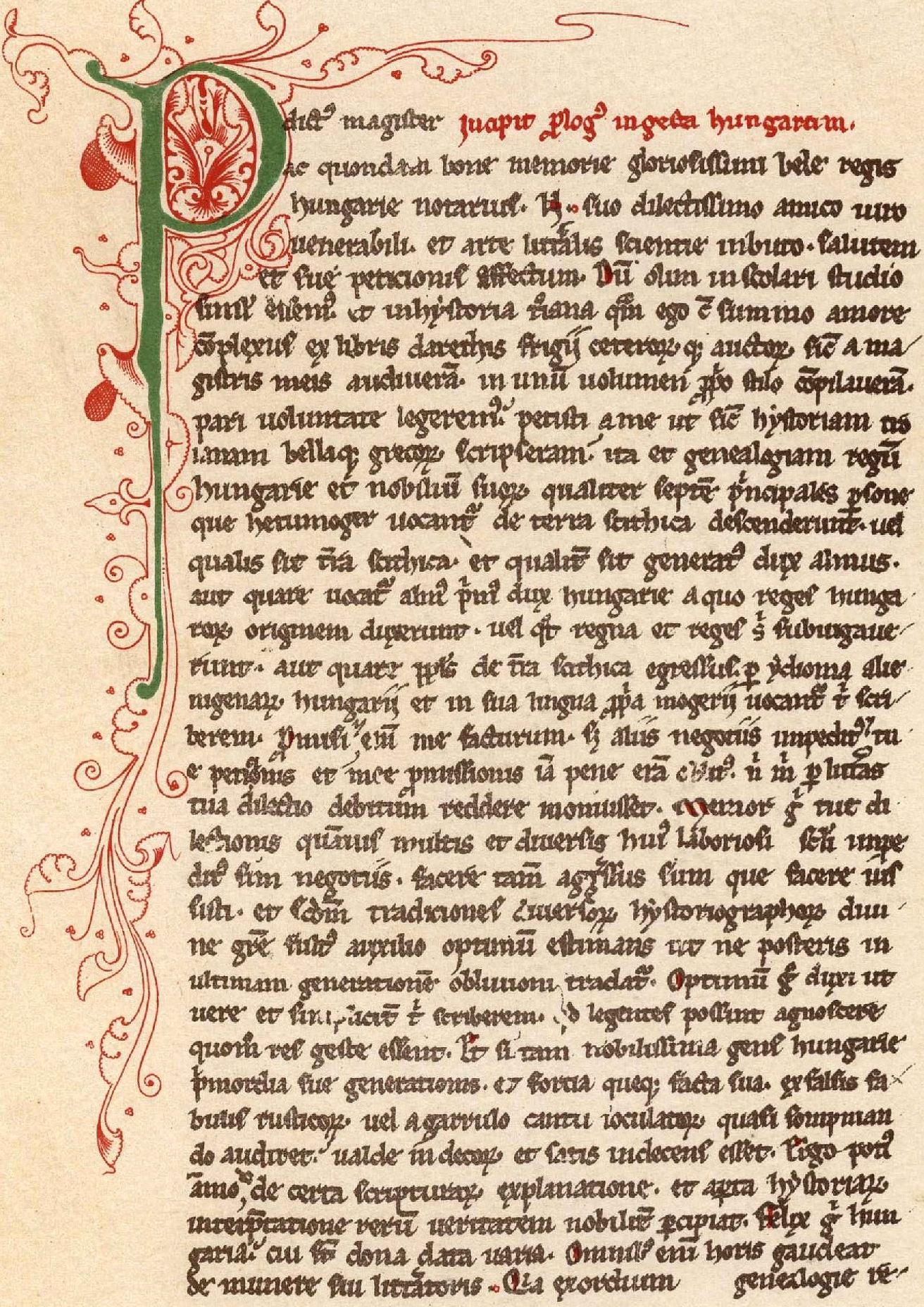
La prima pagina dell'unico manoscritto che conserva il testo della Gesta Hungarorum, l'unica cronaca che menziona Glad

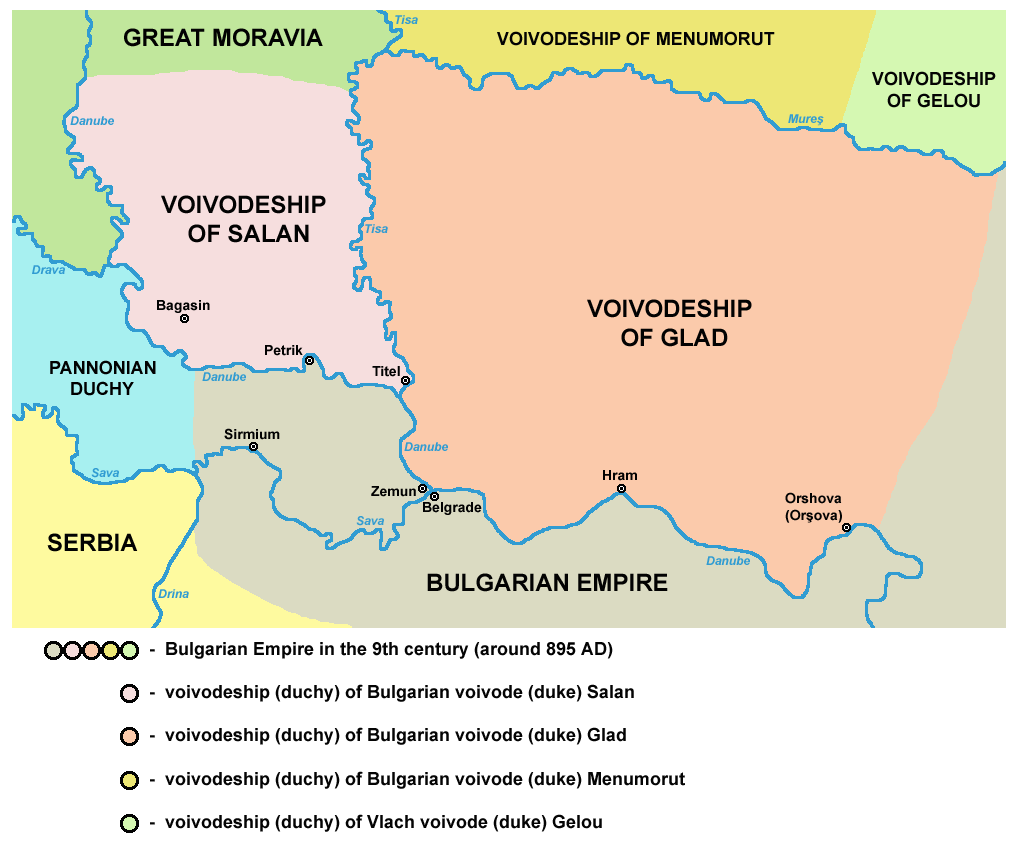
Ducato di Glad: la mappa rappresenta i ducati di Glad, Gelou e Menumorut secondo la narrazione dell'autore anonimo delle Gesta Hungarorum. Il ducato di Salan nella mappa viene rappresentato in una versione meno estesa rispetto a quanto riferito dalla cronaca sopraccitata. La mappa raffigura anche la Grande Moravia e il ducato di Braslav, in Bassa Pannonia, non menzionati dall'anonimo

Secondo le Gesta Hungarorum, i principi Rus' fornirono una breve descrizione del bacino dei Carpazi ai comandanti magiari prima che decidessero di invadere il territorio. I principi dissero loro che «Slavi, Bulgari, Valacchi e i pastores Pannorum», ovvero le popolazioni pannoniche romanizzate, abitavano il bacino dei Carpazi in quella fase storica. In estrema sintesi, continua l'anonimo, uno dei governanti, il principe di Halyč informò inoltre i capi ungari delle comunità politiche tra le quali era diviso il territorio e dei loro governanti. Tra questi governanti locali il principe rus' elencò Glad, che aveva «preso possesso della terra dal fiume Mureș fino al castello» di Ursua (Orșova o Vršac) con l'aiuto dei Cumani. In un altro capitolo delle Gesta, l'anonimo scrive che Glad «amministra le sue terre dal fiume Mureș al castello di Palanka» (ora Banatska Palanka, in Serbia), ragion per cui è verosimile paragonare questa descrizione con la regione oggi nota come Banato. L'anonimo si riferiva esplicitamente a Glad come «[a]l principe di quel paese» nello stesso capitolo.
Le Gesta non descrivono tuttavia i popoli che abitavano il ducato di Glad: l'unico riferimento per via indiretta si fa quando l'autore indica il duca al comando di «un grande esercito di cavalieri e fanti» e il suo esercito era «sostenuto da Cumani, Bulgari e Valacchi». Secondo Tudor Sălăgean e altri storici rumeni, l'elenco dei popoli riflette l'antica composizione etnica del Banato, comportando la presenza nella regione di un popolo turco (Peceneghi, Avari o Cabari), di Bulgari e di Valacchi, o di Rumeni, alla fine del IX secolo. Lo storico Victor Spinei ritiene il riferimento dei «Cumani» a sostegno dell'esercito di Glad una prova della ricerca, da parte di lui, dell'assistenza dei Peceneghi contro gli invasori magiari.
L'anonimo prosegue la sua narrazione affermando che Glad era giunto «dal castello di Vidin» e aveva occupato il suo ducato «con l'ausilio dei Cumani». Secondo Sălăgean, quest'informazione, unita alla segnalazione dell'aiuto bulgaro offerto contro gli Ungari, lascia dedurre che Glad era sottoposto all'autorità di Simeone I di Bulgaria. Questa teoria non è però accettata dallo storico Ioan-Aurel Pop, il quale la giudica solo un'«interessante» ipotesi scientifica non dimostrata. Madgearu afferma che il Banato, che era stato parte integrante della Bulgaria dalla fine degli anni 820, divenne una realtà indipendente sotto il governo di Glad dopo la morte di Simeone I nel 927. Pop segnala anche che il riferimento del cronista ungherese all'arrivo di Glad da Vidin testimonia la sua etnia bulgara o rumena, in quanto si tratta ancora oggi di una regione densamente popolata da Rumeni. Per Pop e Neagu Djuvara il nome di Glad è molto probabilmente legato ad una qualche lingua slava meridionale. In relazione a Glad, l'anonimo sottolinea anche che «dalla sua stirpe nacque» un capo, tale Ahtum (o Ajtony), sconfitto, secondo la Legenda maior S. Gerardi, da Stefano I d'Ungheria nella prima metà dell'XI secolo.

### La conquista del Banato
Secondo le Gesta Hungarorum, gli Ungari conquistarono le terre tra il Danubio e il Tibisco, la Transilvania, le regioni occidentali dell'attuale Slovacchia e Transdanubio prima del loro capo supremo, Árpád. Alcuni comandanti decisero di inviare poi un esercito per invadere il ducato di Glad comandato da tre uomini di spicco, tali «Zovárd, Kadocsa e Vajta». Questi ultimi attraversarono il Tibisco all'altezza di Kanjiža e si fermarono presso il fiume Csesztreg prima di avanzare fino al fiume Bega. Nelle due settimane seguenti, costrinsero gli abitanti della regione tra i Mureș e Someș a lasciare andare i figli e li trattennero in qualità di ostaggi. Da allora in poi, continua l'anonimo, l'esercito magiaro marciò verso il Timiș e «si accampò presso il guado di Foeni», da dove si voleva attraversare il fiume. Tuttavia, il duca rumeno e il suo grande esercito li attendevano sull'altra sponda. Un giorno più tardi, Zovárd «sollecitò suo fratello, Kadocsa, a scendere più in basso con la metà dei suoi guerrieri e a cercare di attraversare l'ostacolo in un modo qualsiasi per attaccare il nemico». Kadocsa obbedì a questo comando; entrambe le divisioni attraversarono quindi il fiume e presero d'assalto il campo nemico. Nella battaglia, «due duchi dei Cumani e tre kneses Bulgari furono uccisi» prima che Glad decidesse di ritirarsi, ma il suo esercito finì annientato.
L'anonimo riporta che il duca si rifugiò nel «castello di Kovin», mentre i magiari marciarono verso «i confini dei Bulgari» e si accamparono presso il fiume Ponjavica. Zovárd, Kadocsa e Vajta assediarono Kovin, costringendo Glad ad arrendersi tre giorni dopo. In breve, assunsero anche il controllo di Orșova, dove vissero «per un mese intero». Vajta fece poi ritorno da Árpád, portando con sé gli ostaggi e il bottino, mentre Zovárd e Kadocsa inviò un ambasciatore dal Gran principe ungaro per chiedere il permesso di invadere l'impero bizantino. Ioan-Aurel Pop scrive che Glad deve essere sopravvissuto alla sua sconfitta e aver recuperato quanto meno una parte del suo ducato in cambio del pagamento di un tributo ai magiari. Questa teoria è stata ricostruita sulla base del fatto che il suo discendente, Ahtum, secondo il cronista medievale ungherese, governò il territorio alcuni decenni dopo.

## Giudizio storiografico

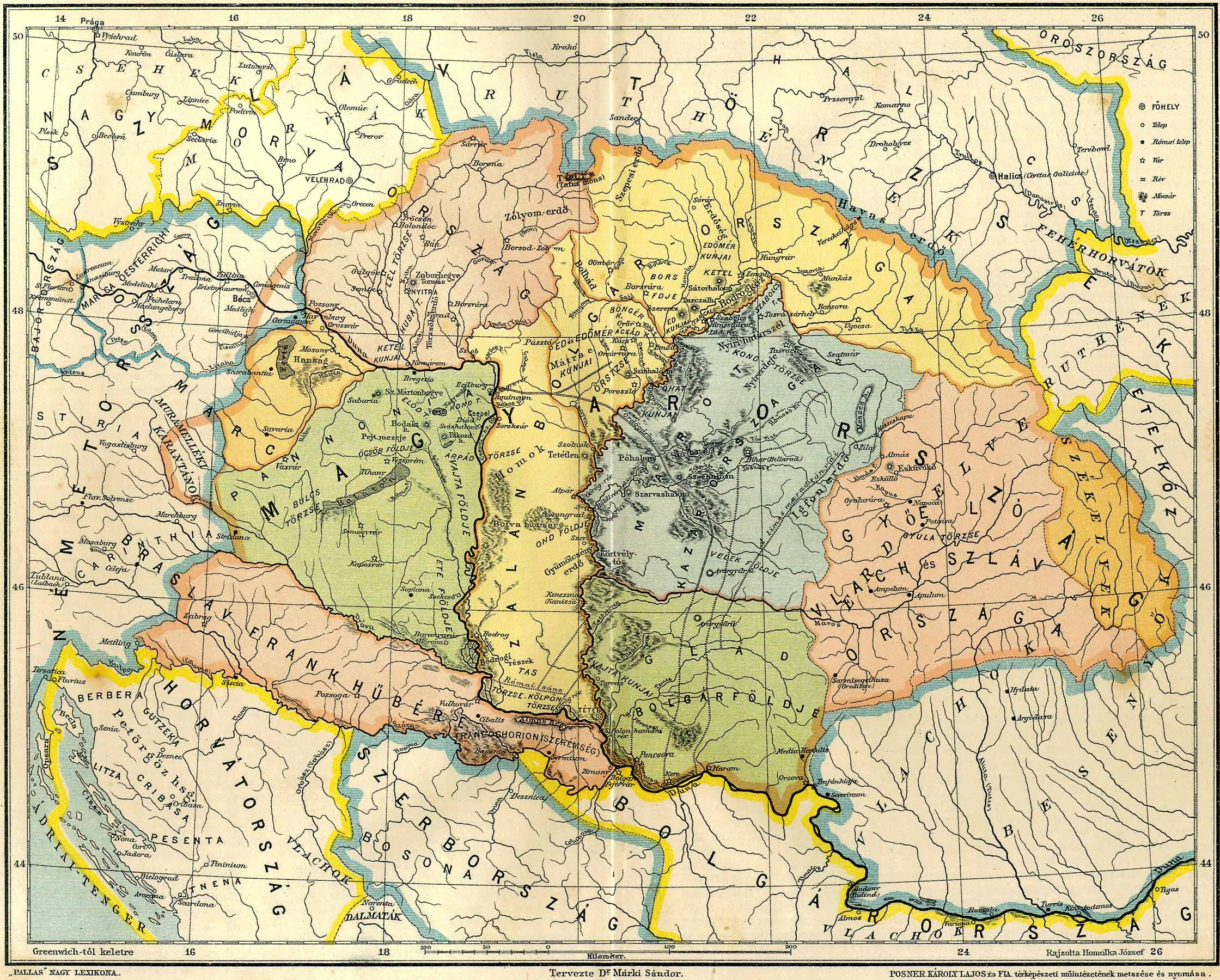
Il bacino dei Carpazi alla vigilia della "conquista ungherese": la mappa si basa principalmente sulla narrazione delle Gesta Hungarorum della fine del XIX secolo ed è tratta dal Pallas Nagy Lexikona ("Grande Enciclopedia di Pallas")

Glad è uno dei governanti locali menzionati solo nelle Gesta Hungarorum. Gli storici hanno continuamente discusso l'affidabilità dell'opera dell'anonimo, pubblicata per la prima volta nel 1746. Il riferimento dell'autore medievale ai cumani, ai bulgari e ai valacchi che sostengono Glad resta uno dei punti chiave nel dibattito accademico, perché i primi non giunsero in Europa prima del 1050. Vlad Georgescu, Victor Spinei, Ioan-Aurel Pop e molti altri storici rumeni identificano i "Cumani" come peceneghi, avari o cabari, sostenendo che il termine ungherese tradotto dall'anonimo come «Cumano» (kun) originariamente indicasse una tribù turca qualsiasi. Secondo altri storici, tra cui Dennis Deletant, György Györffy e Carlile Aylmer Macartney, il riferimento ai tre popoli risulta un anacronismo, in quanto riflette la composizione etnica del Secondo Impero bulgaro (per la precisione, quello del tardo XIII secolo).
Nella storiografia rumena, Glad è presentato come uno dei tre «voivodi» locali al governo dei territori abitati dai rumeni al tempo della conquista ungara. Madgearu e Pop elencano più di una decina di toponimi del Banato e della sua regione maggiormente ampia che suggeriscono che gli insediamenti presero il nome dal duca rumeno. Ad esempio, un villaggio chiamato Cladova (precedentemente Galadua) e un monastero chiamato Galad furono menzionati per la prima volta rispettivamente nel 1308 e nel 1333, mentre un documento ottomano del 1579 riferito a due insediamenti chiamati uno Gladeš e l'altro Kladova. Silviu Oța scrive che la teoria di una connessione tra Glad e il nome di quegli insediamenti è «di per sé debole», non essendo state né le origini né la cronologia di quei toponimi studiate a fondo. Oţa prosegue affermando: «La geografia storica del Banato si riflette abbastanza accuratamente nella cronaca», lasciando immaginare che l'anonimo conoscesse le caratteristiche geografiche della regione, malgrado ciò non provi che Glad fosse un personaggio reale. Secondo Györffy e altri storici, l'anonimo inventò tutti i governanti locali nelle Gesta, attribuendogli nomi tratti da insediamenti antropici o elementi naturali. Deletant, Macartney e altri studiosi aggiungono inoltre che l'anonimo pare aver preso in prestito molti episodi del suo racconto di Glad (incluso il suo collegamento con Vidin) dalla storia del suo presunto discendente, Ahtum, nella Legenda maior S. Gerardi.

### Fonti primarie
- Anonimo notaio di re Béla, Gesta Hungarorum, traduzione di Martyn Rady e László Veszprémy, CEU Press, 2010, ISBN 978-963-9776-95-1.
- (EN) Costantino Porfirogenito, De administrando imperio, a cura di Gyula Moravcsik, traduzione di Romillyi J. H. Jenkins, Dumbarton Oaks Center for Byzantine Studies, 1967, ISBN 0-88402-021-5.
- Annales Regni Francorum (opera completa), su thelatinlibrary.com. URL consultato il 17 settembre 2021.
- (LA) Regino di Prüm, Chronicon cum continuatione Treverenst, 1978.
- (EN) Teofilatto Simocatta, Storie, traduzione di Michael e Mary Whitby), Clarendon Press, 1986, ISBN 0-19-822799-X.

### Fonti secondarie
- (EN) Paul M. Barford, The Early Slavs: Culture and Society in Early Medieval Eastern Europe, Itaca, Cornell University Press, 2001, ISBN 0801439779.
- (EN) Imre Boba, Moravia's History Reconsidered a Reinterpretation of Medieval Sources, Springer Science & Business Media, 2012, ISBN 978-94-01-02992-6.
- (EN) Lucian Boia, History and Myth in Romanian Consciousness, Central European University Press, 2001, ISBN 963-9116-96-3.
- (EN) Charles R. Bowlus, Franks, Moravians, and Magyars: The Struggle for the Middle Danube, 788-907, Philadelphia, University of Pennsylvania Press, 1994, ISBN 978-08-12-23276-9.
- (EN) Florin Curta, Transylvania around A.D 1000, in Europe around the Year 1000, Wydawn, 2001,  pp. 141-165, ISBN 83-7181-211-6.
- (EN) Florin Curta, Southeastern Europe in the Middle Ages, 500-1250, Cambridge, Cambridge University Press, 2006, ISBN 978-0-511-81563-8.
- (EN) Dennis Deletant, Ethnos and Mythos in the History of Transylvania: the case of the chronicler Anonymus, in Historians and the History of Transylvania, Boulder, 1992,  pp. 67-85, ISBN 0-88033-229-8.
- (EN) Neagu Djuvara, A Concise History of Romanians, Cross Meridian, 2012, ISBN 978-1-4781-3204-2.
- (EN) Vlad Georgescu, The Romanians: A History, Ohio State University Press, 1991, ISBN 0-8142-0511-9.
- (HU) György Györffy, Anonymus: Rejtély vagy történeti forrás [Anonimo: Un Enigma o una Fonte storica], Akadémiai Kiadó, 1988, ISBN 963-05-4868-2.
- (HU) Gyula Kristó, Pál Engel e Ferenc Makk, Galád, in Korai magyar történeti lexikon (9–14. század) [Enciclopedia dell'Antica Storia Ungherese (IX–XIV secolo)], Akadémiai Kiadó, 1994,  p. 241, ISBN 963-05-6722-9.
- (EN) C.A. Macartney, The Medieval Hungarian Historians: A Critical & Analytical Guide, Cambridge University Press, ISBN 978-0-521-08051-4.
- (EN) Alexandru Madgearu, The Romanians in the Anonymous Gesta Hungarorum: Truth and Fiction, Romanian Cultural Institute, Center for Transylvanian Studies, 2005, ISBN 973-7784-01-4.
- (EN) Coriolan Horaţiu Opreanu, The North-Danube Regions from the Roman Province of Dacia to the Emergence of the Romanian Language (2nd–8th Centuries AD), in History of Romania: Compendium, Romanian Cultural Institute (Center for Transylvanian Studies), 2005,  pp. 59-132, ISBN 978-973-7784-12-4.
- (EN) Silviu Oța, The Mortuary Archaeology of Medieval Banat, Brill, 2014, ISBN 978-90-04-21438-5.
- (EN) Ioan Aurel Pop, Romanians and Hungarians from the 9th to the 14th Century: The Genesis of the Transylvanian Medieval State, Centrul de Studii Transilvane, Fundaţia Culturală Română, 1996, ISBN 973-577-037-7.
- (EN) Tudor Sălăgean, Romanian Society in the Early Middle Ages (9th-14th Centuries AD), in History of Romania: Compendium, Romanian Cultural Institute (Center for Transylvanian Studies), 2005,  pp. 133-207, ISBN 978-973-7784-12-4.
- (EN) Victor Spinei, The Romanians and the Turkic Nomads North of the Danube Delta from the Tenth to the Mid-Thirteenth Century, Brill, 2009, ISBN 978-90-04-17536-5.
- (EN) István Vásáry, Cumans and Tatars: Oriental Military in the Pre-Ottoman Balkans, 1185–1365, Cambridge University Press, 2005, ISBN 978-11-39-44408-8.